# Baltic Speed
Baltic Speed, född 10 maj 1981, död 2009, var en amerikansk standardhäst som tävlade mellan 1983 och 1984. Han tränades av Sören Nordin och kördes oftast av sonen Jan Nordin. Han sprang in 1 271 764 dollar på 46 starter, varav 25 segrar, 9 andraplatser och 5 tredjeplatser.

## Bakgrund
Baltic Speed föddes upp av Carl Dugan och Virginia Young i Delaware. Han köptes redan innan han var född av svenske Erik Cederqvist, som då köpte mamman Sugar Frosting för 15 000 dollar. Baltic Speed föddes den 10 maj 1981 i Bedminster, New Jersey.

## Karriär
Baltic Speed sattes i träning hos Sören Nordin i USA, och tog under debutsäsongen 12 segrar på 19 starter. I de första loppen i karriären kördes han av Jimmy Takter, som då arbetade hos Nordin. Under tvååringssäsongen segrade han bland annat i fyra raka New Jersey Sire Stakes (inklusive en final), George Wilkes Trot och Champlain Stakes. Han sprang in 209 153 dollar och utsågs till Two-Year-Old Trotting Colt of the Year.
1984 såldes Baltic Speed till Baltic Farm, Inc., och blev den andra travaren någonsin som sprungit in över en miljon dollar under en säsong (Joie De Vie var den första, 1983). Under treåringssäsongen tog han 13 segrar på 27 starter, och segrade i bland annat Battle of Saratoga, New Jersey Futurity, Founders Gold Cup Trot, Yonkers Trot, World Trotting Derby, samt premiärupplagan av Breeders Crown 3YO Colt & Gelding Trot på Pompano Park. Under treåringssäsongen sprang han in 1 062 611 dollar, och utsågs till Three-Year-Old Trotting Colt of the Year. Han avslutade tävlingskarriären för att bli verksam som avelshingst.

### Som avelshingst
1985 stallades Baltic Speed upp på Castleton Farm i New Jersey, där han blev far till bland annat Peace Corps och Valley Victory. Som avelshingst i Nordamerika producerade Baltic Speed 660 startande tävlingshästar, som sammanlagt sprang in över 26,5 miljoner dollar.
Baltic Speed exporterades till Italien 1995, och var avelshingst på Scuderia Orsi Mangelli under resten av sin karriär. Han dog 2009 vid 28 års ålder.